# Сан-Рокко-аль-Порто
Сан-Рокко-аль-Порто (італ. San Rocco al Porto) — муніципалітет в Італії, у регіоні Ломбардія,  провінція Лоді.

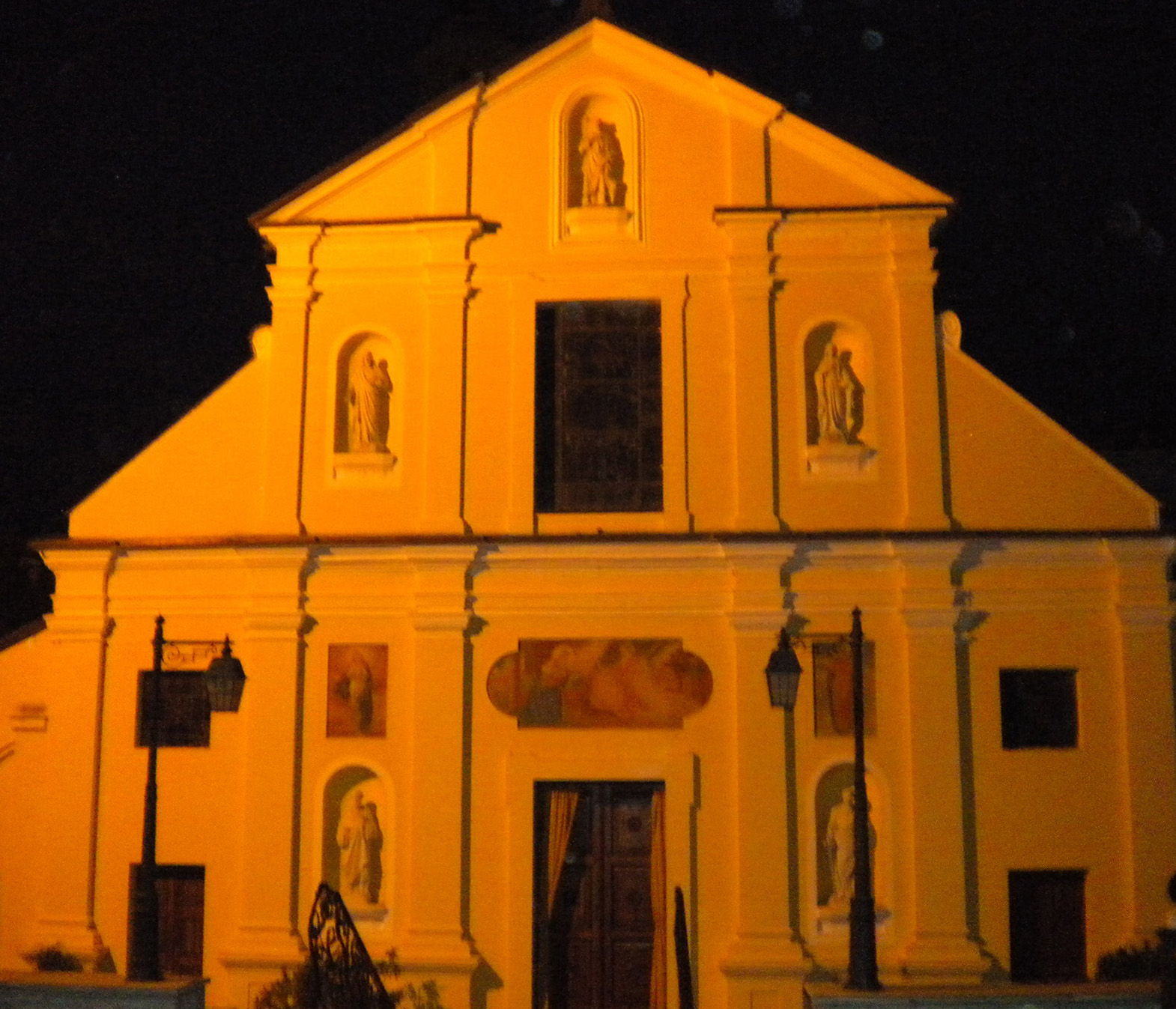

Сан-Рокко-аль-Порто розташований на відстані близько 430 км на північний захід від Рима, 55 км на південний схід від Мілана, 25 км на південний схід від Лоді.
Населення — 3520 осіб (2014).
Щорічний фестиваль відбувається 16 серпня. Покровитель — святий Рох.

## Демографія
Населення за роками:

Станом на 1 січня 2023 року в муніципалітеті офіційно проживали 362 іноземці з 37 країн, серед них 122 громадяни країн Євросоюзу та 23 громадяни України.

## Сусідні муніципалітети
- Календаско
- Фомбіо
- Гуардамільйо
- П'яченца
- Санто-Стефано-Лодіджано